# Астасинга (муниципалитет)
Астасинга (исп. Astacinga) — муниципалитет в Мексике, штат Веракрус, расположен в Горном регионе. Административный центр — город Астасинга.